# Valle de Guerra
Valle de Guerra är en dal i Spanien.   Den ligger i provinsen Provincia de Santa Cruz de Tenerife och regionen Kanarieöarna, i den sydvästra delen av landet, 1 800 km sydväst om huvudstaden Madrid. Valle de Guerra ligger på ön Teneriffa.